# No Limit (film, 1935)
Pour les articles homonymes, voir No Limit.
Pour plus de détails, voir Fiche technique et Distribution.
No Limit est un film britannique de Monty Banks, sorti en 1935.

## Synopsis
Le film est construit autour d'un chanteur comique britannique de l'époque, très populaire, George Formby, inconnu en France, on pourrait comparer son statut et sa popularité à celle de son contemporain Fernandel.
Dans ce film, il incarne George Shuttleworth, un modeste employé qui s'est mis en tête de devenir un champion motocycliste et de remporter la très dangereuse course du Tourist Trophy un grand prix international disputé sur le circuit routier de l'Ile de Man en pilotant une machine plus ou moins bricolée - Un "bitza" - de son invention.
Ce faisant il contrarie les plans d'un célèbre constructeur de motocyclettes britanniques (le nom est fictif mais les deux "méchants" du film, ayant des intérêts dans l'affaire se nomment respectivement Norton -célèbre constructeur de motos britanniques - et Turner - nom du charismatique ingénieur en chef et patron de la firme Triumph, un autre grand nom de l'industrie moto britannique) .
Bien entendu, au terme de mille péripéties, il gagnera à la fois la course et les faveurs de Florrie la sémillante secrétaire du patron d'une grande firme de motos.
Pour les fanatiques de vieilles motos le film vaut par son environnement: Il a été en effet tourné durant es courses du Tourist Trophy 1934 , et tous les grands champions de l'époque y font des apparitions - caméos.
Les accidents et les sorties de route sont filmées sans le moindre trucage et font frémir tant la sécurité était absente (et l'est restée jusqu'à ce jour avec des machines trois fois plus rapides) sur ce circuit où la moindre erreur se paie au prix de la vie..

## Fiche technique
- Titre original : No Limit
- Réalisation : Monty Banks

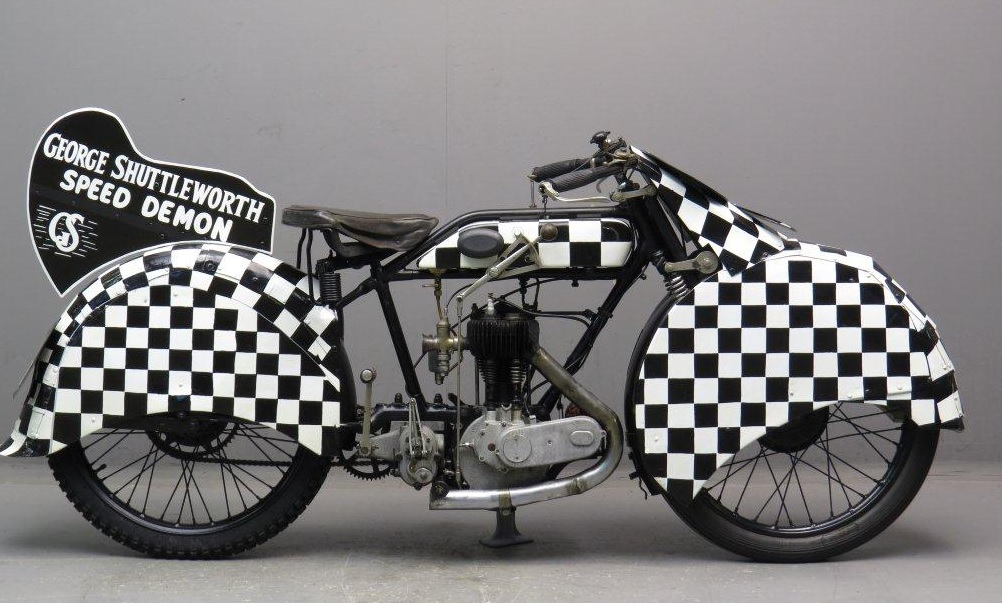
Reproduction d'une moto utilisée dans le film

- Scénario : Thomas J. Geraghty, Walter Greenwood, Fred Thompson
- Production : Basil Dean
- Musique : Ord Hamilton
- Photographie : Robert Martin
- Direction artistique : J. Elder Wills
- Son : John W. Mitchell
- Durée : 80 minutes
- Pays de production:  Royaume-Uni
- Langue : Anglais
- Couleur : Noir et Blanc
- Format : 1,37:1
- Son : Mono
- Date de sortie : 
  - Royaume-Uni : 28 octobre 1935

## Distribution
- George Formby : George Shuttleworth
- Florence Desmond : Florrie Dibney
- Howard Douglas : Turner
- Beatrix Fielden-Kaye : Mrs. Horrocks
- Peter Gawthorne : Mr. Higgins
- Alf Goddard : Norton
- Florence Gregson : Mrs. Shuttleworth
- Jack Hobbs : Bert Tyldesley
- Eve Lister : Rita
- Edward Rigby : Grand-père
- Evelyn Roberts : Commentateur B.B.C.
- Ernest Sefton : Mr. Hardacre
- Arthur Young : Docteur